# Acetylphosphat
Acetylphosphat ist ein gemischtes Säureanhydrid der Essigsäure und der Phosphorsäure. Die Verbindung ist ein Metabolit von Taurin und Hypotaurin. Sie entsteht außerdem bei Pyruvat-Dehydrogenase-Mangel aus Sulfoacetaldehyd und wird umgewandelt in Acetyl-CoA und Acetat von Phosphatacetyltransferase (EC 2.3.1.8) und Acetatkinase (EC 2.7.2.1).

## Darreichungsformen
Neben der freien Säure ist Acetylphosphat auch als Lithium-Kalium-Salz erhältlich.

## Chemische Synthese
Fritz Lipmann und L. Constance Tuttle synthetisierten das neutrale Anhydrid aus Acetylchlorid 1944 mit in situ aus einem Äquivalent Silberphosphat und zwei Äquivalenten Phosphorsäure generiertem Silberdihydrogenphosphat, wobei Silberchlorid als Nebenprodukt stöchiometrisch anfiel. Die Ausbeute lag bei 70 %.
Es ist allerdings nicht notwendig, hier mit kostspieligen Silbersalzen zu arbeiten. Ronald Bentley zeigte bereits 4 Jahre später einen direktsynthetischen Zugang. Und zwar entsteht das neutrale Anhydrid auch durch stöchiometrisches Mischen von Phosphorsäure und Keten.